# L'Œuvre française
 (juillet 2014).
L'Œuvre française est un mouvement politique français d'extrême droite ultranationaliste fondé en 1968 par Pierre Sidos. À la suite de l'affaire Clément Méric, elle fait l'objet d'un décret de dissolution le 23 juillet 2013. Évoluant dans une optique néofasciste, pétainiste, antisémite et négationniste, son dernier président, Yvan Benedetti, prolonge son militantisme dans des camps "Jeune Nation" ainsi que via le site web portant le même nom.
Un de leurs militants, Sébastien Deyzieu, décède accidentellement lors d'une manifestation le 7 mai 1994. Un groupe informel, nommé Comité du 9-Mai et constitué de plusieurs mouvements d'extrême droite, organise une marche commémorative annuelle.

## Historique

### Fondation
Se présentant comme « à la pointe du combat nationaliste, de l'action antisioniste et antimarxiste au sein de la nation française », L'Œuvre française tient son premier congrès les 10 et 11 octobre 1970. Elle participe habituellement à la fête traditionnelle de Jeanne d'Arc le deuxième dimanche de mai.
Dans la déclaration finale de son VIIIe et dernier congrès des 4 et 5 février 2012, L'Œuvre préconise « la primauté du politique sur l’économique, du spirituel sur le matériel, du national sur l’étranger, du qualitatif sur le quantitatif, de la sélection sur l’élection, du talent sur l’argent, de la beauté sur l’utilité ».

### Rapprochement avec d'autres groupes
En février 1982, l'OF se lie avec le Mouvement nationaliste révolutionnaire de Jean-Gilles Malliarakis et le groupe Militant au sein du Regroupement nationaliste. Cependant, cette tentative de fédérer les petits groupes d'extrême droite extérieurs au Front national tourne court assez rapidement[réf. nécessaire].

### Relations avec le Front national
En 1996, Pierre Sidos déclare sa préférence pour le candidat Jean-Marie Le Pen plutôt qu'un autre mais ne donne pas de consignes strictes à ses militants[réf. nécessaire]. Le mouvement rejette toute démarche électorale assimilée à une « normalisation » idéologique.
Quelques militants appartiennent un temps à la fois au Front national et L'Œuvre française mais cette double appartenance est combattue par la direction du FN. En octobre 2010, Yvan Benedetti est traduit devant la commission de discipline du FN pour ce motif ; Benedetti assure avoir quitté L'Œuvre française en août 2010. Marine Le Pen dénonce alors l'entrisme de L'Œuvre, tout comme Steeve Briois.
Yvan Benedetti participe ensuite à la fondation des Jeunesses nationalistes en octobre 2011, avec Alexandre Gabriac. À la suite du VIIIe congrès de l'OF, qui se tient en février 2012 dans la région lyonnaise, une nouvelle direction est nommée avec pour président Yvan Benedetti.
Ayant rejoint l'Union de la droite nationale, le mouvement soutient la tentative de candidature de Carl Lang à l'élection présidentielle de 2012.

### Effectifs
Selon le Journal du dimanche, les effectifs, en comptabilisant les Jeunesses nationalistes, seraient au maximum de 400 personnes.

### Dissolution
À la suite de l'affaire Clément Méric, le ministre de l'Intérieur Manuel Valls annonce le 24 juillet 2013 la dissolution de l'organisation à l'issue du Conseil des ministres, bien qu'elle ne soit nullement impliquée. Il déclare que L'Œuvre française est une « association qui propage une idéologie xénophobe et antisémite, des thèses racistes et négationnistes, qui exalte la collaboration et le régime de Vichy, et qui rend des hommages réguliers au Maréchal Pétain, à Brasillach ou à Maurras ».
Un recours sur le fond est déposé en septembre 2013 devant le Conseil d'État contre ce décret de dissolution. Dans l'attente de cette décision, un recours en référé demandant la suspension du décret de dissolution est rejeté par le Conseil d'État en octobre 2013. Le recours sur le fond est finalement rejeté en décembre 2014.
En juin 2019, Yvan Benedetti est condamné à huit mois de prison avec sursis pour reconstitution de ligue dissoute, la justice considérant que l'Œuvre française a continué ses activités sous le nom du Parti nationaliste français,. Selon Slate, l'organisation poursuit également ses activités sous le nom de Jeune Nation.

## Rôle du fondateur
L'Œuvre est parfois surnommée par ses détracteurs « l'Église de sidologie », du fait de la forte assimilation entre ce mouvement et son fondateur.
En 1969, l'OF faillit avoir un candidat à l'élection présidentielle en la personne de son fondateur Pierre Sidos. Cependant, cette candidature fut rejetée par le Conseil constitutionnel aux motifs que « le nombre des présentations valablement émises en faveur de ce dernier est inférieur au minimum exigé par les dispositions de l'article 3-1 de l'ordonnance no 62-1292 du 6 novembre 1962 ». 
Conformément à l'orientation antisémite du mouvement, ce refus fut considéré par Le Soleil, organe de L'Œuvre française, comme dû à la présence au Conseil constitutionnel de Gaston Palewski et René Cassin, « tous deux d'ascendances juives étrangères ». Pour Joseph Algazy, accepter la candidature du fondateur de L'Œuvre aurait pu, dans une certaine mesure, être interprété comme un acte de réhabilitation du passé collaborationniste des Sidos durant l'Occupation.

## Symbolique

### Emblème
L’emblème du mouvement est la croix celtique, adoptée la première fois en politique par le mouvement Jeune Nation, dont Pierre Sidos était l’un des cofondateurs. Cet emblème apparaît sur le drapeau de L’Œuvre, une croix celtique blanche sur un écartelé rouge et bleu.

### Uniforme
L'Œuvre française dispose d'un uniforme réservé à ses membres, constitué d'une chemise bleue sur laquelle est épinglé l'insigne du mouvement. Par ailleurs, lors de ses activités importantes, l'OF demande aux participants de revêtir une tenue aux couleurs nationales, c'est-à-dire, pour les hommes, une chemise blanche, une cravate rouge, un blazer ou autre veste de couleur bleue et un pantalon gris, et pour les dames et demoiselles, un chemisier blanc, un foulard de teinte rouge, si nécessaire un tricot ou une veste bleue ainsi qu'une jupe grise. Il est aussi demandé aux membres, notamment militaires, de porter leur insigne et leurs décorations et médailles.

### Hymne
L’Œuvre dispose de son propre hymne : intitulé Nous voulons rester Français, il a été composé par Pierre Sidos en 1974 sur l’air des Dragons de Noailles.